# ManBearPig
ManBearPig is aflevering 145 (#1006) van de animatieserie South Park. In Amerika werd deze aflevering voor het eerst uitgezonden op 26 april 2006.
De aflevering is een parodie op de opwarming van de Aarde en Al Gores film An Inconvenient Truth.

## Plot
Al Gore komt naar South Park Elementary school om de kinderen te waarschuwen over het grootste gevaar op aarde, waarvan alleen hij, Al Gore, ze kan redden: ManBearPig. Al Gore beschrijft ManBearPig als half mens, half beer en half varken. Het zwerft over de Aarde en is levensgevaarlijk.
Na de speech gaan Kenny McCormick, Stan Marsh, Kyle Broflovski en Eric Cartman basketballen. Ze lijken niet overtuigd van het bestaan van ManBearPig. Maar dan springt er iets op ze af: Al Gore verkleed als ManBearPig. Hij stelt ze gerust (wat absoluut niet nodig is), en waarschuwt dat het de volgende keer de echte ManBearPig kan zijn. Hij deelt folders uit en wil ze net vragen om mee te doen met de groep tegen ManBearPig, als Stans vader de jongens oppikt. Stans vader waarschuwt de jongens om niet met Al Gore om te gaan. Alleen Stan heeft een beetje medelijden met hem.
Midden in de nacht wordt Stan gebeld door Al Gore. Hij wil dat Stan en zijn vrienden de volgende dag naar een geheime ManBearPig-vergadering komen. Stan zegt dat het niet kan. Al Gore huilt dat niemand hem gelooft. Stan zegt dat hij hem gelooft. Al Gore wil dat Stan zo veel mogelijk vrienden meeneemt.
Stan neemt Kenny, Kyle en Eric mee. Zij snappen Stan niet. Stan zegt dat Al Gore waarschijnlijk geen vrienden heeft. Al Gore denkt ManBearPig gevonden te hebben. Volgens hem zit ManBearPig in een grot genaamd Cave of the Winds, een toeristenattractie. Ze zeggen dat ze niet mee kunnen omdat ze naar school moeten, maar Al Gore zegt dat hij ze vrij van school kan geven. De jongens gaan toch maar mee.
Als ze met een groep en een gids in de grot zijn, dwalen Al Gore en de jongens al snel af. Door de wind komt er een spookachtig geluid en Al Gore zorgt ervoor dat de grot instort, zodat de jongens vast komen te zitten. Al Gore denkt dat ManBearPig de jongens aanvalt en vlucht. De jongens zitten opgesloten.
De jongens besluiten allemaal een andere weg te nemen en te kijken waar hij uitkomt. Cartman vindt een enorme schatkist met juwelen en goud. Hij besluit niks tegen de anderen te zeggen. Stan heeft als enige een mogelijke uitweg gevonden. Cartman gaat constant terug naar de schat met de smoes dat hij moet poepen. Uiteindelijk eet Cartman de schat helemaal op en spoelt het met water weg. Door zijn snelle gewichtstoename denken de jongens dat Cartman heel ziek is. Ze moeten de weg die Stan gevonden had vinden voor Cartman sterft.
Al Gore wil eens en voor altijd van ManBearPig af zijn en maakt een dam bij een rivier. Het water stroomt door de rotsen die de ingang van de grot versperren, en de grot loopt onder water. De jongens zijn al op weg als het water ze inhaalt. Stan en Kenny halen de kant, maar Kyle kan maar op het nippertje Cartman, die door de schat in zijn maag niet kan zwemmen, redden.
Al Gore houdt een begrafenis voor de jongens. Hij spreekt ook over de dood van ManBearPig. Maar dan komen de jongens uit de grot. Al Gore zegt dat hij ze gered heeft. Stan scheldt hem uit en zegt dat ManBearPig niet bestaat. Al Gore lijkt het niet te horen. Cartman wil snel weggaan maar poept de hele schat uit. Een van de werknemers zegt dat de schat nep is en bedoeld is voor kinderen om een foto mee te nemen. Stan, Kenny en Kyle worden woedend op Cartman, maar Al Gore gaat weg. Hij moet nu de wereld van iets anders redden met het idee een film over zichzelf te maken.